# Amarwadi, Sedam
Amarwadi là một làng thuộc tehsil Sedam, huyện Gulbarga, bang Karnataka, Ấn Độ.